# Comunidades en Saskatchewan
Las Comunidades de la provincia de Saskatchewan, Canadá son todas las villas, ciudades, pueblos, incorporados, villas turísticas y aldeas organizadas no incorporadas.
Las formas rurales regionales de administración son municipalidades rurales.[cita requerida]
Las Divisiones Censales son entidades establecidas por Statistics Canada para propósitos estadísticos, mientras que las Áreas metropolitanas censales incluyen ciudades con una población superior a los 100.000, incluyendo sus zonas aledañas.
La administración de municipalidades rurales, pueblos, villas, villas turísticas, aldeas organizadas y aldeas son reguladas por La carta de las municipalidades;
La administración de las ciudades es regulada por La carta de las ciudades; 
La administración de los pueblos, villas del norte, aldeas del norte, y poblados del norte, (los que están ubicados en el distrito administrativo de Saskatchewan del norte)) son regulados por La carta de las municipalidades del norte.
En octubre de 2009, Saskatchewan tenía una población estimada de 1.034.974.

## Ciudades
En Saskatchewan, los pueblos deben tener una población por encima de los 5.000 para poder considerarse como ciudad. Una ciudad no regresa automáticamente al estado de pueblo si la población desciende a los 5.000; esto solo ocurre si el concejo de la ciudad lo solicita, la mayoría de los electores votan para regresar al estado de pueblo, o el respectivo ministro de la provincia dice que considerarse pueblo esta en el interés público. La ciudad de Melville mantiene el estado de ciudad después de haber bajado su población a menos de 5.000 en los años 90.
En febrero de 2010, había 15 ciudades en Saskatchewan, incluyendo Lloydminster pero no a Flin Flon. En agosto de 2009, se anunció que Martensville y Meadow Lake obtendría el estado de ciudad, el 3 y 9 de noviembre, respectivamente.
| Ciudad           | Área (km²) | Población (2006) | Densidad (/km²) | Fundación | Villa                   | Incorporación a Pueblo | Incorporación a Ciudad  | Comentarios |
| ---------------- | ---------- | ---------------- | --------------- | --------- | ----------------------- | ---------------------- | ----------------------- | --- |
| Estevan          | 17,56      | 10 084           | 574,4           | 1892      | 2 de noviembre de 1899  | 1 de marzo de 1906     | 1 de marzo de 1957      | |
| Flin Flon        | 2,37       | 242              | 101,9           |           |                         |                        |                         | La mayoría de la ciudad está ubicada en Manitoba, se contabiliza solamente para Saskatchewan.                                  |
| Humboldt         | 11,72      | 4998             | 426,4           | 1875      | 30 de junio de 1905     | 1 de abril de 1907     | 7 de noviembre de 2000  | |
| Lloydminster     | 17,34      | 8118             | 468,2           | 1903      | 25 de noviembre de 1903 | 1 de abril de 1907     | 1 de enero de 1958      | La ciudad cruza Alberta, se contabiliza solamente para Saskatchewan.                                                           |
| Martensville     | 4,78       | 4968             | 1040            | 1939      | 1 de septiembre de 1966 | 1 de enero de 1969     | 3 de noviembre de 2009  | |
| Meadow Lake      | 7,95       | 4771             | 599,8           | 1889      | 24 de agosto de 1931    | 1 de febrero de 1936   | 9 de noviembre de 2009  | |
| Melfort          | 14,78      | 5192             | 351,3           | 1884      | 4 de noviembre de 1903  | 1 de julio de 1907     | 2 de septiembre de 1980 | Originalmente llamada Poblado de Stoney Creek.                                                                                 |
| Melville         | 14,82      | 4149             | 280,0           | 1908      | 21 de diciembre de 1908 | 1 de noviembre de 1909 | 1 de agosto de 1960     | |
| Moose Jaw        | 46,82      | 32 132           | 686,3           | 1881      |                         | 19 de enero de 1884    | 20 de noviembre de 1903 | |
| North Battleford | 33,55      | 13 190           | 393,2           | 1905      | 21 de marzo de 1906     | 18 de julio de 1906    | 1 de mayo de 1913       | |
| Prince Albert    | 65,68      | 34 138           | 519,7           | 1866      |                         | 8 de octubre de 1885   | 8 de octubre de 1904    | Originalmente llamada poblado Isbister's.                                                                                      |
| Regina           | 118,87     | 179 246          | 1.507,9         | 1882      |                         | 1 de diciembre de 1883 | 19 de junio de 1903     | Originalmente llamada Pile O' Bones. Capital of Saskatchewan.                                                                  |
| Saskatoon        | 170,83     | 202 340          | 1.184,4         | 1883      | 16 de noviembre de 1901 | 1 de julio de 1903     | 26 de mayo de 1906      | La colonia se fundó en Nutana. Riversdale, Nutana, y Saskatoon se mezcla con su ciudad. La ciudad más popular en Saskatchewan. |
| Swift Current    | 24,04      | 14 946           | 621,8           | 1882      | 4 de febrero de 1904    | 15 de marzo de 1907    | 15 de enero de 1914     | |
| Weyburn          | 15.78      | 9433             | 597.7           | 1899      | 22 de octubre de 1900   | 5 de agosto de 1903    | 1 de septiembre de 1913 | |
| Yorkton          | 24,57      | 15 038           | 612,2           | 1882      | 11 de julio de 1894     | 16 de abril de 1900    | 1 de febrero de 1928    | Orginalemente llamada York City.                                                                                               |

Área, población, y densidad poblacional obtenidas de Perfiles comunes de Statistics Canada el 2006.
Incorporation dates obtained from Government of Saskatchewan's Ministry of Municipal Affairs.

## Pueblos
En Saskatchewan, los pueblos son formados de villa o villas turísticas con una población de al menos 500 personas. El consejo de la villa o villa turística debe solicitar el cambio a estado de pueblo.
Cuando la población de un pueblo excede las 5.000 personas, el consejo puede solicitar un cambio al estado de ciudad, pero el cambio en la incorporación municipal no es obligatoria. Pueblos con poblaciones en decrecimiento pueden mantener su estado de pueblo incluso si el número de residentes cae por debajo de las 500 personas. Por ejemplo, los pueblos de Fleming, Francis, y Scott tienen poblaciones menores a 500 personas y aún son clasificadas como pueblos. Pueblos con poblaciones por debajo del límite pueden, sin embargo, regresar al estado de villa o villa turística si el concejo del pueblo lo solicita.
En febrero de 2010, había 145 pueblos en Saskatchewan.
Aberdeen  · 
Alameda  · 
Allan  · 
Arborfield  · 
Arcola  · 
Asquith  · 
Assiniboia  · 
Balcarres  · 
Balgonie  · 
Battleford  · 
Bengough  · 
Bienfait  · 
Big River  · 
Biggar  · 
Birch Hills  · 
Blaine Lake  · 
Bredenbury  · 
Broadview  · 
Bruno  · 
Burstall  · 
Cabri  · 
Canora  · 
Carlyle  · 
Carnduff  · 
Carrot River  · 
Central Butte  · 
Choiceland  ·  
Churchbridge  · 
Colonsay  · 
Coronach  · 
Craik  · 
Cudworth  · 
Cupar  · 
Cut Knife  · 
Dalmeny  · 
Davidson  · 
Delisle  · 
Duck Lake  · 
Dundurn  · 
Eastend  · 
Eatonia  · 
Elrose  · 
Esterhazy  · 
Eston  · 
Fleming  · 
Foam Lake  · 
Fort Qu'Appelle  · 
Francis  · 
Govan · 
Gravelbourg  · 
Grenfell  · 
Gull Lake  · 
Hafford  · 
Hague  · 
Hanley  · 
Herbert  · 
Hudson Bay  · 
Imperial  · 
Indian Head  · 
Ituna  · 
Kamsack  · 
Kelvington  ·  
Kerrobert  ·  
Kindersley  ·  
Kinistino  ·  
Kipling  · 
Kyle  · 
Lafleche  · 
Lampman  · 
Langenburg  · 
Langham  · 
Lanigan  · 
Lashburn  · 
Leader  · 
Lemberg  · 
Leroy  · 
Lumsden  ·  
Luseland  · 
Macklin  · 
Maidstone  · 
Maple Creek  · 
Marshall  · 
Midale  · 
Milestone  · 
Moosomin  · 
Morse  · 
Mossbank  · 
Naicam  · 
Nipawin  · 
Nokomis  · 
Norquay  · 
Ogema  · 
Osler  · 
Outlook  · 
Oxbow  · 
Pilot Butte  · 
Ponteix  · 
Porcupine Plain  · 
Preeceville  · 
Qu'Appelle  · 
Radisson  · 
Radville  · 
Raymore  · 
Redvers  · 
Regina Beach  · 
Rocanville  · 
Rockglen  · 
Rose Valley  · 
Rosetown  · 
Rosthern  · 
Rouleau  · 
Saltcoats  · 
Scott  · 
Shaunavon  · 
Shellbrook  · 
Sintaluta  · 
Southey  · 
Spiritwood  · 
Springside  · 
St. Brieux  · 
St. Walburg  · 
Star City  · 
Stoughton  · 
Strasbourg  · 
Sturgis  · 
Tisdale  · 
Turtleford  · 
Unity  ·  
Vonda  · 
Wadena  · 
Wakaw  · 
Waldheim  · 
Wapella  · 
Warman  · 
Watrous  · 
Watson  · 
Wawota  · 
White City  · 
Whitewood  · 
Wilkie  · 
Willow Bunch  · 
Wolseley  · 
Wynyard  · 
Yellow Grass  · 
Zealandia  · 

### Pueblos del Norte
Un pueblo del norte es un pueblo en el distrito administrativo del Norte de Saskatchewan. Su administración es regulada por La carta de municipalidades del norte.  Una villa del norte puede cambiar su estado de pueblo cuando la población actual es de al menos 500.
En febrero de 2010, había 2 pueblos del norte en Saskatchewan.
Creighton  · 
La Ronge  · 

## Villas
La gente de una aldea organizada puede solicitar que la aldea sea incorporada como villa o villa turística. Para clasificar, la aldea debió haber sido una aldea organizada por al menos 3 años, tener una población de al menos 100 personas en el censo más reciente, y tener al menos 50 viviendas o establecimientos comerciales.
En 2008, había 270 villas y 40 villas turísticas en Saskatchewan.
Abbey  · 
Abernethy  · 
Albertville  · 
Alida  · 
Alsask  · 
Alvena  · 
Aneroid  · 
Annaheim  · 
Antler  · 
Archerwill  · 
Arran  · 
Atwater  · 
Avonlea  · 
Aylesbury  · 
Aylsham  · 
Bangor  · 
Beatty  · 
Beechy  · 
Belle Plaine  · 
Bethune  · 
Bjorkdale  · 
Bladworth  · 
Borden  · 
Bracken  · 
Bradwell  · 
Briercrest  ·  
Brock  · 
Broderick  · 
Brownlee  · 
Buchanan  · 
Buena Vista  ·                               
Bulyea  · 
Cadillac  · 
Calder  · 
Canwood  · 
Carievale  · 
Carmichael  · 
Caronport  · 
Ceylon  · 
Chamberlain  · 
Chaplin  · 
Christopher Lake  · 
Clavet  · 
Climax  · 
Coderre  · 
Codette  · 
Coleville  · 
Conquest  · 
Consul  · 
Craven  · 
Creelman  · 
Dafoe  · 
Debden  · 
Denholm  · 
Denzil  · 
Dilke  · 
Dinsmore  · 
Disley  · 
Dodsland  · 
Dorintosh  · 
Drake  · 
Drinkwater  · 
Dubuc  · 
Duff  · 
Duval  · 
Dysart  · 
Earl Grey  · 
Ebenezer  · 
Edam  · 
Edenwold  · 
Elbow  · 
Elfros  · 
Elstow  · 
Endeavour  · 
Englefeld  · 
Ernfold  · 
Eyebrow  · 
Fairlight  · 
Fenwood  · 
Fillmore  · 
Findlater  · 
Flaxcombe  · 
Forget  · 
Fosston  · 
Fox Valley  · 
Frobisher  · 
Frontier  · 
Gainsborough  · 
Gerald  · 
Gladmar  · 
Glaslyn  · 
Glen Ewen  · 
Glenavon  · 
Glenside  · 
Golden Prairie  · 
Goodeve  · 
Goodsoil  · 
Goodwater  · 
Grand Coulee  · 
Grayson  · 
Halbrite  · 
Harris  · 
Hawarden  · 
Hazenmore  · 
Hazlet  · 
Hepburn  · 
Heward  · 
Hodgeville  · 
Holdfast  · 
Hubbard  · 
Hyas  · 
Invermay  · 
Jansen  · 
Keeler  · 
Kelliher  · 
Kenaston  · 
Kendal  · 
Kennedy  · 
Kenosee Lake  · 
Killaly  · 
Kincaid  · 
Kinley  · 
Kisbey  · 
Krydor  · 
Laird  · 
Lake Alma  · 
Lake Lenore  · 
Lancer  · 
Landis  · 
Lang  · 
Leask  · 
Lebret  · 
Leoville  · 
Leross  · 
Lestock  · 
Liberty  · 
Limerick  · 
Lintlaw  · 
Lipton  · 
Loon Lake  · 
Loreburn  · 
Love  · 
Lucky Lake  · 
Macnutt  · 
Macoun  · 
Macrorie  · 
Major  · 
Makwa  · 
Mankota  · 
Manor  · 
Marcelin  · 
Marengo  · 
Margo  · 
Markinch  · 
Marquis  · 
Marsden  · 
Maryfield  · 
Maymont  · 
Mclean  · 
Mctaggart  · 
Meacham  · 
Meath Park  · 
Medstead  · 
Mendham  · 
Meota  · 
Mervin  · 
Middle Lake  · 
Milden  · 
Minton  · 
Mistatim  · 
Montmartre  · 
Mortlach  · 
Muenster  · 
Neilburg  · 
Netherhill  · 
Neudorf  · 
Neville  · 
North Portal  · 
Odessa  · 
Osage  · 
Paddockwood  · 
Pangman  · 
Paradise Hill  · 
Parkside  · 
Paynton  · 
Pelly  · 
Pennant  · 
Pense  · 
Perdue  · 
Pierceland  · 
Pilger  · 
Pleasantdale  · 
Plenty  · 
Plunkett  · 
Prelate  · 
Primate  · 
Prud'homme  · 
Punnichy  · 
Quill Lake  · 
Quinton  · 
Rabbit Lake  · 
Rama  · 
Rhein  · 
Richard  · 
Richmound  · 
Ridgedale  · 
Riverhurst  · 
Roche Percee  · 
Ruddell  · 
Rush Lake  · 
Ruthilda  · 
Sceptre  · 
Sedley  · 
Semans  · 
Senlac  · 
Shackleton  · 
Shamrock  · 
Sheho  · 
Shell Lake  · 
Silton  · 
Simpson  · 
Smeaton  · 
Smiley  · 
Spalding  · 
Speers  · 
Spy Hill  · 
St. Benedict  · 
St. Gregor  · 
St. Louis (Former name: Boucher, Saskatchewan, NWT)  · 
Stenen  · 
Stewart Valley  · 
Stockholm  · 
Storthoaks  · 
Strongfield  · 
Success  · 
Tantallon  · 
Tessier  · 
Theodore  · 
Togo  · 
Tompkins  · 
Torquay  · 
Tramping Lake  · 
Tribune  · 
Tugaske  · 
Tuxford  · 
Val Marie  · 
Valparaiso  · 
Vanguard  · 
Vanscoy  · 
Vibank  · 
Viscount  · 
Waldeck  · 
Waldron  · 
Waseca  · 
Webb  · 
Weekes  · 
Weirdale  · 
Weldon  · 
Welwyn  · 
White Fox  · 
Wilcox  · 
Willowbrook  · 
Windthorst  · 
Wiseton  · 
Wood Mountain  · 
Yarbo  · 
Yellow Creek  · 
Young  · 
Zelma  · 
Zenon Park  · 

### Villas Turísticas
Alice Beach · 
Aquadeo · 
B-Say-Tah  · 
Beaver Flat  · 
Big Shell  · 
Bird's Point  · 
Candle Lake  · 
Chitek Lake  · 
Chorney Beach  · 
Cochin  · 
Coteau Beach  · 
Echo Bay  · 
Etters Beach  · 
Fort San  · 
Glen Harbour  · 
Grandview Beach  · 
Greig Lake  · 
Island View  · 
Kannata Valley  · 
Kivimaa-Moonlight Bay  · 
Leslie Beach  · 
Lumsden Beach  · 
Manitou Beach  · 
Melville Beach · 
Metinota  · 
Mistusinne  · 
North Grove  · 
Pebble Baye  · 
Pelican Pointe · 
Sandy Beach  · 
Saskatchewan Beach  · 
Shields  · 
South Lake  · 
Sunset Cove  · 
Sun Valley  · 
Thode  · 
Tobin Lake  · 
Wakaw Lake  · 
Wee Too Beach  · 
West End  · 

### Villas del norte
Una villa del norte está ubicada en el Distrito Administrativo del norte de Saskatchewan, y su administración es regulada por La carta de las Municipalidades del Norte. Una aldea del norte puede obtener el estado de villa del norte cuando la población es de al menos 100 y la aldea del norte contiene al menos 50 viviendas o establecimientos comerciales.
En 2008, había 11 villas del norte en Saskatchewan.
Air Ronge  · 
Beauval  · 
Buffalo Narrows  ·       
Cumberland House  · 
Denare Beach  · 
Green Lake  · 
Île-à-la-Crosse  · 
La Loche  · 
Pelican Narrows  · 
Pinehouse  · 
Sandy Bay  · 
Patuanak  ·

### Villas reestructuradas
Esta es una lista de villas reestructuradas en Saskatchewan, que hallan perdido el estado de villa y se catalogaron como aldeas bajo la jurisdicción de la municipalidad rural o distrito que le corresponde. Esto debido a la disminución de su población, reestructuración, o por fusion con otra municipalidad.
Año   -   Villa  -  Fecha Disolución  -  Reestructurada en  -  Aldea Organizada
- 2009 - Yellow Creek - 15 de agosto de 2009 - RM of Invergordon n.º 430
- 2009 - Alsask - 30 de julio de 2009 - RM of Milton n.º 292
- 2008 - Aneroid - 31 de diciembre de 2008 - RM of Auvergne n.º 76
- 2008 - Willowbrook - 31 de julio de 2008 - RM of Orkney n.º 244
- 2008 - Penzance - 31 de enero de 2008 - RM of Sarnia n.º 221
- 2007 - Rockhaven - 31 de diciembre de 2007 - RM of Cut Knife n.º 439
- 2007 - Mantario - 30 de junio de 2007 - RM of Chesterfield n.º 261
- 2007 - Handel - 31 de enero de 2007 - RM of Grandview n.º 349
- 2006 - Herschel - 31 de diciembre de 2006 - RM of Mountain View n.º 318
- 2006 - Domremy - 31 de diciembre de 2006 - RM of St. Louis n.º 431
- 2006 - Stornoway - 31 de diciembre de 2006 - RM of Wallace n.º 243
- 2006 - Springwater - 31 de diciembre de 2006 RM of Biggar n.º 347
- 2006 - Veregin - 31 de diciembre de 2006 - RM of Sliding Hills n.º 273
- 2006 - Meyronne - 5 de septiembre de 2006 - RM of Pinto Creek n.º 75
- 2006 - Admiral - 17 de agosto de 2006 - RM of Wise Creek n.º 77
- 2006 - Leslie - 17 de julio de 2006 - RM of Elfros n.º 307
- 2005 - Sunset View Beach (OH) - 1 de enero de 2005 - RM of Mervin n.º 499 - Yes
- 2005 - Fife Lake (OH) - 27 de enero de 2005 - RM of Poplar Valley n.º 12
- 2005 - Girvin - 19 de diciembre de 2005 - RM of Arm River n.º 252
- 2005 - Cando - 31 de diciembre de 2005 - RM of Rosemount n.º 378
- 2005 - Guernsey (OH) - 31 de diciembre de 2005 - RM of Usborne n.º 310
- 2005 - Sovereign - 31 de diciembre de 2005 - RM of St. Andrews n.º 287
- 2005 - Spruce Lake (OH) - 31 de diciembre de 2005 - RM of Mervin n.º 499 - Yes
- 2004 - Birsay - 1 de enero de 2004 - RM of Coteau n.º 255
- 2004 - Vawn - 16 de febrero de 2004 - RM of Turtle River n.º 469
- 2004 - Katepwa Beach - 24 de julio de 2004 - Resort Village District of Katepwa
- 2004 - Katepwa South - 24 de julio de 2004 - Resort Village District of Katepwa
- 2004 - Sandy Beach - 24 de julio de 2004 - Resort Village District of Katepwa
- 2003 - St Victor - 26 de febrero de 2003 - RM of Willow Bunch n.º 42
- 2003 - Loverna - 10 de marzo de 2003 - RM of Antelope Park n.º 322
- 2003 - Piapot - 6 de junio de 2003 - RM of Piapot n.º 110
- 2003 - Benson - 12 de agosto de 2003 - RM of Benson n.º 35
- 2003 - Insinger - 11 de septiembre de 2003 - RM of Insinger n.º 275
- 2002 - Dollard - 1 de enero de 2002 - RM of Arlington n.º 79
- 2002 - Khedive - 1 de enero de 2002 - RM of Norton n.º 69
- 2002 - Lockwood - 1 de enero de 2002 - RM of Usborne n.º 310
- 2002 - Mazenod - 1 de enero de 2002 - RM of Sutton n.º 103
- 2002 - Palmer - 1 de enero de 2002 - RM of Sutton n.º 103
- 2002 - Robsart - 1 de enero de 2002 - RM of Reno n.º 51
- 2002 - Wishart (OH) - 1 de enero de 2002 - RM of Emerald n.º 277 - Yes
- 2002 - Arelee - 21 de marzo de 2002 - RM of Eagle Creek n.º 376
- 2002 - Woodrow - 21 de marzo de 2002 - RM of Wood River n.º 74
- 2002 - Viceroy (OH) - 10 de mayo de 2002 - RM of Excel n.º 71 - Yes
- 2000 - Hardy - 1 de enero de 2000 - RM of The Gap n.º 39
- 2000 - Colgate - 16 de mayo de 2000 - RM of Lomond n.º 37
- 2000 - Adanac - 3 de agosto de 2000 - RM of Round Valley n.º 410
- 2000 - Evesham - 3 de agosto de 2000 - RM of Eye Hill n.º 382
- 2000 - Jedburgh - 3 de agosto de 2000 - RM of Garry n.º 245
- 2000 - Glentworth - 6 de septiembre de 2000 - RM of Waverly n.º 44
- 2000 - Glidden - 19 de octubre de 2000 - RM of Newcombe n.º 260
- 2000 - Kelfield - 31 de diciembre de 2000 - RM of Grandview n.º 349
- 1998 - Madison - 1 de febrero de 1998 - RM of Newcombe n.º 260
- 1998 - Salvador - 1 de febrero de 1998 - RM of Grass Lake n.º 381
- 1998 - Carragana - 25 de marzo de 1998 - RM of Porcupine n.º 395
- 1997 - Wroxton - 17 de enero de 1997 - RM of Calder n.º 241
- 1997 - West Bend - 14 de mayo de 1997 - RM of Foam Lake n.º 276
- 1997 - Bounty - 25 de noviembre de 1997 - RM of Fertile Valley n.º 285
- 1995 - Plato - 28 de marzo de 1995 - RM of Snipe Lake n.º 259
- 1991 - Spring Valley - 16 de enero de 1991 - RM of Terrell n.º 101
- 1988 - Madison - 4 de febrero de 1988 - RM of Newcombe n.º 260
- 1988 - Salvadore - 4 de febrero de 1988 - RM of Grass Lake n.º 381
- 1988 - Ferland - 4 de noviembre de 1988 - RM of Mankota n.º 45
- 1985 - Lawson - 31 de diciembre de 1985 - RM of Maple Bush n.º 224
- 1984 - Leipzig - 1 de febrero de 1984 - RM of Reford n.º 379
- 1978 - Laura - 28 de diciembre de 1978 - RM of Montrose n.º 315
- 1975 - Dunblane - 1 de mayo de 1975 - RM of Coteau n.º 255
- 1974 - Fielding - 31 de diciembre de 1974 - RM of Mayfield n.º 406
- 1973 - Kipabiskau - 30 de abril de 1973 - RM of Pleasantdale n.º 398
- 1973 - Jasmin - (OH) 1 de julio de 1973 - RM of Ituna Bon Accord n.º 246 - Yes
- 1973 - Horizon - 31 de diciembre de 1973 - RM of Bengough n.º 40
- 1972 - Ardath - 31 de diciembre de 1972 - RM of Fertile Valley n.º 285
- 1972 - Ardill - (OH) 31 de diciembre de 1972 - RM of Lake Johnston n.º 102 - Yes
- 1972 - Carlyle Lake Resort - 31 de diciembre de 1972 - RM of Moose Mountain n.º 63
- 1972 - Portreeve - 31 de diciembre de 1972 - RM of Clinworth n.º 230
- 1972 - Summerberry - (OH) 31 de diciembre de 1972 - RM of Wolseley n.º 155 - Yes
- 1971 - Leney - 31 de diciembre de 1971 - RM of Perdue n.º 346
- 1971 - Stranraer - 31 de diciembre de 1971 - RM of Mountain View n.º 318
- 1970 - Wauchope - 1 de enero de 1970 - RM of Antler n.º 61
- 1970 - Truax - 31 de diciembre de 1970 - RM of Elmsthrope n.º 100
- 1967 - Revenue - 1 de noviembre de 1967 - RM of Tramping Lake n.º 380
- 1967 - Darmody - 31 de diciembre de 1967 - RM of Eyebrow n.º 193
- 1967 - Mawer - 31 de diciembre de 1967 - RM of Eyebrow n.º 193
- 1965 - Amulet - 1 de enero de 1965 - RM of Norton n.º 69
- 1965 - Hughton - 1 de mayo de 1965 - RM of Monet n.º 257
- 1965 - Bromhead - 31 de diciembre de 1965 - RM of Souris Valley n.º 7
- 1961 - Tate - 15 de mayo de 1961 - RM of Mount Hope n.º 279
- 1958 - Richlea - 31 de diciembre de 1958 - RM of Snipe Lake n.º 259
- 1957 - Parkbeg - 31 de diciembre de 1957 - RM of Wheatlands n.º 163
- 1955 - McGee - 31 de diciembre de 1955 - RM of Pleasant Valley n.º 288
- 1955 - Readlyn - 31 de diciembre de 1955 - RM of Excel n.º 71
- 1955 - Sutherland - 31 de diciembre de 1955 - RM of Corman Park n.º 344
- 1954 - Laura - 31 de diciembre de 1954 (Saskatchewan)]]
- 1954 - Verwood - 31 de diciembre de 1954 - RM of Excel n.º 71
- 1953 - Druid - 31 de diciembre de 1953 - RM of Winslow n.º 319
- 1953 - Scotsguard - 31 de diciembre de 1953 - RM of Bone Creek n.º 108
- 1952 - Vidora - 1 de enero de 1952 - RM of Reno n.º 51
- 1951 - Lemsford - 1 de enero de 1951 - RM of Clintworth n.º 230
- 1951 - North Regina - 1 de enero de 1951 (Saskatchewan)]]
- 1951 - Bridgeford - 1 de mayo de 1951 - RM of Huron n.º 223
- 1951 - Swanson - 1 de agosto de 1951 - RM of Montrose n.º 315
- 1951 - Instow - 31 de diciembre de 1951 - RM of Bone Creek n.º 108
- 1950 - Willows - 1 de enero de 1950 - RM of Lake of the Rivers n.º 72
- 1950 - Goldfields - 1 de abril de 1950 (Saskatchewan)]]
- 1949 - St Boswells - 7 de noviembre de 1949 - RM of Glen Bain n.º 105
- 1948 - Ettington - 31 de diciembre de 1948 - RM of Sutton n.º 103
- 1947 - Humboldt Beach - 1 de febrero de 1947 - RM of Humbolt n.º 370
- 1947 - Forward - 31 de diciembre de 1947 - RM of Norton n.º 69
- 1945 - Venn - 31 de diciembre de 1945 - RM of Wreford n.º 280
- 1943 - Cavell - 1 de enero de 1943 - RM of Reford n.º 379
- 1939 - Mitchellton - 1 de enero de 1939 R- RM of Lake Johnson n.º 102
- 1936 - McMahon - 1 de enero de 1936 - RM of Coulee n.º 136
- 1936 - Tyvan - 1 de julio de 1936 - RM of Wellington n.º 97
- 1935 - Expanse - 1 de enero de 1935 - RM of Lake Johnson n.º 102
- 1934 - Hatton - 15 de marzo de 1934 - RM of Maple Creek n.º 111
- 1930 - Estuary - 15 de marzo de 1930 - RM of Deer Forks n.º 232
- 1926 - Dana - 1 de abril de 1926 - RM of Bayne n.º 371
- 1926 - South Fork - 10 de marzo de 1926 - RM of Arlington n.º 79
- 1918 - Birmingham - 1 de abril de 1918 - RM of Stanley n.º 215
- 1917 - Brooking - 15 de abril de 1917 - RM of Laurier n.º 38
- 1914 - Cedoux - 2 de marzo de 1914 - RM of Wellington n.º 97
- 1909 - French - 9 de marzo de 1909 - Name Changed to Clavet
- 1906 - Nutana - 26 de mayo de 1906 - City of Saskatoon
- 1906 - Riversdale - 26 de mayo de 1906 - City of Saskatoon

## Aldeas
En Saskatchewan, una aldea es una comunidad no incorporada con al menos cinco viviendas en lotes separados de máximo un acre. La aldea puede obtener el estado de aldea organizada dentro de la municipalidad rural en la cual la aldea está ubicada.
Varias, pero no todas, las aldeas organizadas son lugares designados en el censo Canadiense; las aldeas no organizadas no.
En 2008, había 171 aldeas organizadas en Saskatchewan.
Alta Vista  · 
Ámsterdam  · 
Anglin Lake  · 
Ardill  · 
Arlington Beach  · 
Avonhurst  · 
Baldwinton  · 
Balone Beach  · 
Bankend  · 
Barrier Ford  · 
Barthel  · 
Bateman  · 
Bayard  · 
Bayview Heights  · 
Beadle  · 
Beaubier  · 
Beaver Creek  · 
Bellegarde  · 
Benito Beach  · 
Bertwell  · 
Big Beaver  · 
Big Shell  · 
Bird's Point  · 
Blumenheim  · 
Blumenthal  · 
Bodmin  · 
Brancepeth  · 
Bromhead  · 
Burgis Beach  · 
Burr  · 
Cactus Lake  · 
Candiac  · 
Cannington Lake  · 
Caron  · 
Casa Rio  · 
Cathedral Bluffs  · 
Cedar Villa Estates  · 
Cedoux  · 
Chamakese  · 
Chelan  · 
Chitek  · 
Chorney Beach  · 
Chortitz  · 
Clair  · 
Claybank  · 
Clemenceau  · 
Colesdale Park  · 
Congress  · 
Corning  · 
Courval  · 
Crane Valley  · 
Crooked River  · 
Crutwell  · 
Crystal Bay-Sunset  · 
Crystal Lake  · 
Crystal Springs  · 
Cudsaskwa Beach  · 
Darlings Beach  · 
Davin  · 
Day's Beach  · 
Delmas  · 
Demaine  · 
Eagle Ridge Country Estates  · 
Edgeley  · 
Elbow Lake  · 
Eldersley  · 
Erwood  · 
Evergreen Acres  · 
Evergreen Brightsand  · 
Fairholme  · 
Fairy Glen  · 
Fife Lake  · 
Fiske  · 
Frenchman Butte  · 
Furdale  · 
Garrick  · 
Good Spirit Acres  · 
Gray  · 
Greenspot  · 
Gronlid  · 
Guernsey  · 
Hagen  · 
Hazel Dell  · 
Hendon  · 
Hitchcock Bay  · 
Hoey  · 
Holbein  · 
Horseshoe Bay  · 
Indian Point-Golden Sands  · 
Jasmin  · 
Kandahar  · 
Kayville  · 
Ketchen  · 
Kopp's Kove  · 
Kronau  · 
Kuroki  · 
Kylemore  · 
Lady Lake  · 
Lakeview  · 
Langbank  · 
Lanz Point  · 
Laporte  · 
Lisieux  · 
Little Fishing Lake  · 
Little Swan River  · 
Livelong  · 
Lone Rock  · 
MacDowall  · 
Main Centre  · 
Martinson's Beach  · 
Mayfair  · 
Maymont Beach  · 
McCord  · 
Merrill Hills  · 
Meskanaw  · 
Mikado  · 
Mohr's Beach  · 
Moose Bay  · 
Mozart  · 
Mullingar  · 
Nesslin Lake  · 
Neuanlage  · 
Neuhorst  · 
North Colesdale Park  · 
North Shore Fishing Lake  · 
North Weyburn  · 
Northside  · 
Nut Mountain  · 
Okla  · 
Ormiston  · 
Otthon  · 
Ottman-Murray Beach  · 
Oungre  · 
Parkland Beach  · 
Parkview  · 
Parry  · 
Pasqua Lake  · 
Peebles  · 
Pelican Cove  · 
Pelican Point  · 
Pelican Shores (formerly Espeseth Cove)  · 
Percival  · 
Phillips Grove  · 
Powm Beach  · 
Prairie River  · 
Prince  · 
Riceton  · 
Riverside Estates  · 
Runnymede  · 
Sand Point Beach  · 
Sarnia Beach  · 
Scout Lake  · 
Shipman  · 
Simmie  · 
Sleepy Hollow  · 
Snowden  · 
Sorenson's Beach  · 
South Waterhen Lake  · 
Spring Bay  · 
Spruce Bay  · 
Spruce Lake  · 
St. Isidore-de-Bellevue  · 
St. Joseph's  · 
Summerfield Beach  · 
Sunset Beach  · 
Sunset View Beach  · 
Swan Plain  · 
Sylvania  · 
Tadmore  · 
Taylor Beach  · 
Trevessa Beach  · 
Trossachs  · 
Tuffnell  · 
Turtle Lake Lodge  · 
Turtle Lake South Bay  · 
Tway  · 
Uhl's Bay  · 
Usherville  · 
Vantage  · 
Viceroy  · 
West Chatfield Beach  · 
Westview  · 
White Bear  · 
Wishart  · 
Wymark  · 
Las siguientes aldeas no tiene estado de aldeas organizadas.
Admiral  · 
Alticane · 
Ardath · 
Ardwick · 
Arelee  · 
Armley  · 
Armour Siding  · 
Baildon  · 
Baldwinton  · 
Baljennie  · 
Bapaume  · 
Baring  · 
Bateman  · 
Batoche  · 
Battrum  · 
Beacon Hill  · 
Beaufield (originally named Ednaburg)  · 
Bechard  · 
Benson  · 
Berth  · 
Bertwell  · 
Besant  · 
Beverley  · 
Birch Lake  · 
Birmingham  · 
Birsay  · 
Blackstrap  · 
Blucher  · 
Blumenhof  · 
Blumenort  · 
Bodmin  · 
Boharm  · 
Boundary Dam Lake  · 
Bounty  · 
Brada  · 
Bremen  · 
Bresaylor  · 
Bridgeford  · 
Broadacres  · 
Bromhead  · 
Brooksby  · 
Browning  · 
Buffalo Gap  · 
Burrows  · 
Bushell Park  · 
Cardross  · 
Carlea  · 
Carlton  · 
Canora Beach  · 
Colesdale Park  · 
Colfax  · 
Coop  · 
Copper Sands  · 
Cory  · 
Crane  · 
Crystal Beach  · 
D'Arcy  · 
Danbury  · 
Davis  · 
Divide  · 
Dollard  · 
Donavon (Birdview)  · 
Duperow (Lydden)  · 
Duvco  · 
Edenburg  · 
Emma Lake  · 
Endeavour (Annette)  · 
England  · 
Espeseth Cove (Pelican Shores)  · 
Expanse (former name of Lake Johnston)  · 
Ferguson Bay  · 
Fertile  · 
Fielding  · 
Fir Mountain  · 
Flintoft  · 
Floral  · 
Flotten Lake  · 
Forgan  · 
Foxford  · 
Fulda  · 
Furness  · 
Girvin  · 
Glenbain (Glen Bain)  · 
Grasswood  · 
Grandora  · 
Griffin  · 
Grenfell Beach  · 
Guise Beach  · 
Handel  · 
Harptree  · 
Herschel  · 
Hochstadt  · 
Hoosier  · 
Howe Bay  · 
Inchkeith  · 
Indian Point  · 
Insinger  · 
Instow  · 
Isham  · 
Jackfish Lake  · 
Jan Lake  · 
Jedburgh  · 
KC Beach  · 
Kedleston Beach  · 
Keeley Lake  · 
Kinookimaw  · 
Kuroki Beach  · 
Lac La Peche  · 
Lac La Plonge  · 
Laura  · 
Leacross  ·  
Liebenthal  ·  
Lipp's Beach  · 
Little Amyot Lake  · 
Loch Leven  · 
Lorlie  ·                          
Madge Lake  · 
Mainprize  · 
Mantario  · 
McGee  · 
McIntosh Point  · 
Meyronne  · 
Mission Lake Subdivision  · 
Mont Nebo · 
Moose Range  · 
Mount Carmel (Grosse Butte) · 
Murray Point  · 
Neidpath  · 
Neis Beach  · 
Nelson Beach  · 
Nemeiben Lake  · 
Northgate  · 
Okema Beach  · 
Old Man on His Back Shortgrass Prairie and Heritage Preserve  · 
Onion Lake  · 
Orkney  · 
Parkerview (Crowtherview)  · 
Penzance  · 
Red Deer Hill (originally named Aaskana) · 
Redwing  · 
Reward  · 
Robsart  · 
Ruby Lake Beach  · 
Schantzenfeld · 
Schoenfeld · 
Serath · 
Sonningdale · 
Sovereign  · 
Springfeld · 
Spring Valley  · 
Spruce Home  · 
St. Denis  · 
St. Front  · 
Stalwart · 
Steelman · 
Stony Beach · 
Stranraer · 
Swanson · 
Tarnopol  · 
Truax · 
Uren  · 
Veregin  · 
West Bend  · 
Wroxton  · 
Xena  · 
Zehner  · 
Zeneta  · 

### Aldeas del Norte
Una aldea del norte está ubicada en el distrito administrativo del norte de Saskatchewan, y su administración es regulada por la Carta de municipalidades del norte. Un poblado del norte puede obtener el estatus de aldea cuando su población es de al menos 50 personas y el poblado contiene al menos 25 viviendas o establecimientos comerciales.
A diferencia de las aldeas y poblados del norte, las aldeas del norte son corporaciones municipales.
En 2010, había 11 aldeas de norte en Saskatchewan.
Black Point  · 
Cole Bay  · 
Dore Lake  · 
Jans Bay  · 
Michel Village  · 
Patuanak  · 
St. George's Hill  · 
Stony Rapids  · 
Timber Bay  · 
Turnor Lake  · 
Weyakwin  · 

### Poblados del norte
Un poblado del norte es una comunidad no incorporada en el Distrito Administrativo de Saskatchewan, y su administración es regulada por La carta de municipalidades del norte.
En 2010, había 11 poblados del norte en Saskatchewan.
Bear Creek  · 
Brabant Lake  · 
Camsell Portage  · 
Descharme Lake  · 
Garson Lake  · 
Missinipe  · 
Sled Lake  · 
Southend  · 
Stanley Mission  · 
Uranium City  · 
Wollaston Lake  · 

## Despoblado
Un despoblado es un pueblo que alguna vez tuvo una población considerable, pero que empieza a disminuir su población causando que todos los servicios y negocios se cierren, debido al cambio de ruta de un highway, vías de ferrocarril, o deterioro de algún  recurso natural.

### A - B
Abbott · 
Aberfeldy · 
Abound · 
Adair · 
Adams · 
Adams Settlement (Pocha Settlement) · 
Aikins · 
Aiktow · 
Albertown · 
Algrove · 
Alingley · 
Allan Hills · 
Amazon · 
Amfleet (Greenstreet) · 
Amiens · 
Amulet · 
Ancrum · 
Anerley · 
Anglia · 
Antelope · 
Aquadell · 
Arabella · 
Arbuthnot (Westlake, Ville Bouvier) · 
Archive · 
Archydal · 
Arcola Bay · 
Ardmore · 
Arena · 
Argo · 
Armit · 
Armley · 
Arpiers · 
Artland · 
Astwood (Hinchliffe) · 
Attica · 
Auburnton · 
Avebury · 
Avery · 
Axford · 
Bagley · 
Baildon · 
Baird · 
Baliol · 
Baljennie · 
Ballinora · 
Bannock · 
Bapaume · 
Barbour (Dunleath) · 
Barford (Craigie) · 
Baring · 
Barish Lake (Wapella Farm) · 
Barnes Crossing · 
Barvas · 
Battle Creek · 
Battle Heights · 
Battle Valley · 
Battrum · 
Bay Trail (Mancroft) · 
Beacon Hill · 
Bear Creek · 
Beaufield (Ednaburg) · 
Beaver Dale · 
Beaver River · 
Bechard (Lindley) · 
Beckenham · 
Beeston (Kegworth, Lovat) · 
Bellbeck · 
Belbutte · 
Belle Prairie · 
Bemersyde (Graytown) · 
Benches · 
Bender · 
Bents · 
Betalock · 
Bexhill · 
Bickleigh · 
Big Gully · 
Big Muddy · 
Billimun · 
Birch Lake · 
Birdview (Donavon) · 
Birkensee · 
Birling · 
Birson · 
Bishopric (Tobys) · 
Bithulithic · 
Blewett · 
Blooming · 
Blucher · 
Blue Bell · 
Blue Jay · 
Blumenhoff · 
Boharm · 
Bolney (Charlotte) · 
Bonneauville · 
Bonne Madone · 
Bonnie View (Glamis) · 
Booth · 
Boston Colony · 
Bounty · 
Bournemouth · 
Brada · 
Braddock (Marx) · 
Brass · 
Bratton · 
Bremen · 
Bresaylor · 
Brewer · 
Bridgeford · 
Brightmore · 
Brisbin · 
Broadacres · 
Brombury · 
Broncho · 
Brooking · 
Brooksby (Willow Springs) · 
Brora · 
Brough · 
Browning · 
Bryant · 
Buckland · 
Buffalo Gap · 
Bures · 
Burnham · 
Burton Lake · 
Burrows · 
Buttress · 
Buzzard · 

### C - D
Cabana · 
Calderbank · 
Cameo (Hilldrop) · 
Camersburg · 
Cana · 
Canopus · 
Cantal · 
Cantuar · 
Canuck · 
Capasin · 
Cardell · 
Cardross · 
Carlea · 
Carlsberg · 
Carlton · 
Carnagh (Cypress) · 
Carpenter · 
Carruthers · 
Castlewood · 
Cater · 
Catherwood · 
Cavalier · 
Cavell (Coblenz) · 
Cecil (Colleston) · 
Chandler · 
Chapelle Coulee (also called Coulée-Chapelle) · 
Charlotte (Bolney) · 
Chesterfield House · 
Cheviot · 
Chipperfield · 
Chrysler · 
Chukar Ranch · 
Claggett · 
Clansman (St. Walburg) · 
Clark's Crossing (Clarkboro) · 
Clashmoor · 
Claydon · 
Clayridge · 
Claytonville · 
Clearfield · 
Clearsite · 
Cleeves · 
Clemens · 
Cloan · 
Clouston · 
Coalfields · 
Cole's Falls (Cole Rapids) · 
Colfax · 
Colmer · 
Cominco · 
Condie · 
Constance · 
Cookson · 
Coothill · 
Copeland · 
Coppen (also called Petit Nord) · 
Corinne · 
Corning (St. Kilda, Glenada) · 
Cosine · 
Cote · 
Coulee · 
Court · 
Cowper · 
Coxby · 
Craigie (Barford) · 
Crane Lake · 
Crest · 
Crestwynd (Harrison) · 
Crichton · 
Cripple Camp · 
Cross · 
Crowtherview (Parkerview) · 
Crutwell · 
Cullen · 
Curt Hill (Wordsworth) · 
Cutbank · 
Cuthbert · 
Cypress Hills Park · 
Dahinda · 
Dahlton · 
Dalesboro · 
Dalzell · 
Dana · 
Danbury · 
Daphne · 
D'Arcy · 
Darmody · 
Davis · 
Daylesford · 
Daysville · 
Deanton (Readlyn) · 
Deer Creek · 
Dendron · 
Denison (Moreland) · 
Denny · 
Dernic · 
Deveron · 
Dewar Lake · 
De Yoe (Buttress) · 
Dillabough · 
Ditton Park · 
Divide · 
Dixon · 
Dneiper (Menofield) · 
Dobrowody · 
Dollard · 
Donavon (Birdview) · 
Donegal · 
Dongola · 
Donlands · 
Donwell · 
Doonside (Rossetti) · 
Douglaston · 
Downe (Glengarry Plains) · 
Driscol Lake · 
Driver · 
Druid · 
Dulwich · 
Dumas · 
Dummer · 
Dunblane · 
Duncairn · 
Dunelm · 
Dunfermline · 
Dunkirk · 
Dunleath (Barbour) · 
Dunlop (Layco) · 
Dunning (Neptune) · 
Duperow (Lydden) · 
Duro · 

### E - F - G
East Anglia · 
Eastleigh · 
East Poplar (Eddyside) · 
Eastview · 
Eaton · 
Echo (Loomis) · 
Eddleston (Mount Hecla) · 
Edenbridge · 
Edfield (Quill Plain) · 
Edgell · 
Edgeworth · 
Edmore · 
Ednaburg (Beaufield) · 
Edzell · 
Elardee (Halvorgate) · 
Eldred · 
Elim Colony (Flowing Well) · 
Ellisboro · 
Elmore · 
Elm Springs · 
Elswick (Lowell) · 
Engen · 
Ens · 
Environ (Hurdman Lodge) · 
Epping · 
Erinferry · 
Ermine (Mackinnon) · 
Esk (Gartenland) · 
Eskbank · 
Esme · 
Estlin (Reifstein) · 
Estuary · 
Ethelton · 
Ettington · 
Euston · 
Evesham · 
Excelsior · 
Expanse (Lake Johnston) · 
Eyre · 
Fairlawn · 
Fairmount · 
Fairville (Keystown) · 
Fairy Hill · 
Farrerdale · 
Fauna · 
Fenton · 
Ferbane (Quantock) · 
Ferndale · 
Fertile · 
Feudal · 
Fielding · 
Fir Mountain · 
Finlay's Post · 
Finnie · 
Fish Creek (Gabriel) · 
Fishing Lake · 
Fitzmaurice · 
Flett Springs · 
Flintoft · 
Floral · 
Fonehill · 
Forester (Runciman) · 
Forgan · 
Forres (Hatton) · 
Fort-à-la-Corne · 
Fort Carlton (Carleton) · 
Fort Milton · 
Fort Pelly · 
Fort Pitt · 
Fortune · 
Forward · 
Fosterton · 
Foxdale · 
Foxford · 
Frankslake · 
Freemont · 
Froude · 
Frys · 
Furness · 
Fusilier · 
Gabriel · 
Galilee · 
Gallivan · 
Gibbs · 
Gillespie · 
Gilroy · 
Glamis (Bonnie View) · 
Gasnevin · 
Glenada (Corning) · 
Glenbush · 
Glen Elm Park (Glenelm Park) · 
Glengarry Plains (Downe) · 
Glen Kerr · 
Glenrose (Scentgrass) · 
Golburn · 
Goldfields · 
Golden Prairie · 
Goose Lake (Webster, Neptune) · 
Goudie · 
Gouldtown · 
Gouverneur · 
Govenlock · 
Grainland · 
Grandin (St. Laurent de Grandin) · 
Grandora · 
Grassdale · 
Grassmere · 
Grayburn · 
Graytown (Bemersyde) · 
Greenan · 
Greenbush · 
Greene · 
Greenstreet (Amfleet) · 
Greystones · 
Grismerville · 
Grove Park · 
Gruenfeldt · 
Gunnworth · 

### H - I - J - K
Haglof · 
Hak · 
Halkett · 
Hallonquist · 
Halvorgate (Elardee) · 
Hamlin (Nolin) · 
Hamona · 
Hamton (Dniester) · 
Handsworth · 
Harptree · 
Harrison (Crestwynd) · 
Hart · 
Hassan · 
Hatfield · 
Hatherleigh · 
Hatton (Forres) · 
Haultain · 
Haverhill (Linacre) · 
Hawkeye · 
Hawoods · 
Hazel Cliffe · 
Healy · 
Hearne · 
Heart's Hill · 
Henribourg · 
Henrietta · 
Henty · 
Herzel (Lipton Colony) · 
Hewitt Landing · 
Highgate · 
Highmore (Moreland) · 
High Tor · 
Highview · 
Hillmond · 
Hilldrop (Cameo) · 
Hinchliffe (Astwood) · 
Hirsch · 
Hitchcock · 
Hoffer (Sonnenfeld Colony) · 
Hohenlohe (Hohenlohe-Langenburg Settlement) · 
Holar · 
Holloway · 
Homefield · 
Hoodoo · 
Hooper · 
Horizon · 
Horseshoe Lake · 
Horsham · 
Howiedale (Superb) · 
Hughton · 
Hulan · 
Hume · 
Huntoon · 
Hurdman Lodge (Environ) · 
Ibstone · 
Idylwild · 
Iffley · 
Inchkeith (Hawthorne) · 
Ingebright Lake · 
Inglenook · 
Innes · 
Instow · 
Invergordon · 
Irish Colony · 
Irvington · 
Isham · 
Island Falls  · 
Jameson (Hicksvale) · 
Janzen · 
Jasmin · 
Java · 
Juniata · 
Junor · 
Kaposvar · 
Kearney · 
Keatley · 
Kedleston · 
Kegworth (Beeston, Lovat) · 
Kelstern · 
Keng Wah · 
Keppel · 
Kessock · 
Ketchen · 
Kettlehut · 
Keystown (Fairville) · 
Killdeer · 
Kilwinning · 
Kincorth · 
Kingscourt · 
Kingsford · 
Kinhop · 
Kinley · 
Klamath · 
Klintonel · 
Koenigsberg · 
Kolin (Esterhaz Colony) · 
Krasne · 
Kutawa · 
Kyziv-Tiaziv · 

### L - M
Lac Pelletier · 
Lac Vert · 
Lakenheath · 
Lake Park · 
Lake Valley · 
Lampard · 
Landestrew · 
Landscape · 
Laporte ("La Porte") · 
La Rolanderie · 
Last Mountain · 
Last Mountain House · 
Laventure · 
Lawson · 
Layco (Dunlop) · 
Leacross · 
Leckford (also called La Plaine) · 
Leinan · 
Leipzig · 
Lemsford · 
Leney · 
Lenvale · 
Leofeld · 
Leofnard · 
Lepine · 
Lewvan · 
Lilac · 
Lille · 
Lillestrom · 
Lilydale · 
Linacre (Haverhill) · 
Lindequist · 
Lindley (Bechard) · 
Lipsett (Pleasant Valley) · 
Lipton Colony (Herzel) · 
Lisieux · 
Little Sudetenland · 
Livingstone (Fort Livingstone) · 
Log Valley · 
Lone Spruce · 
Longhope · 
Longlaketon · 
Loomis (Echo) · 
Lorlie · 
Lost River · 
Lovat (Kegworth) · 
Loverna · 
Lowell (Elswick) · 
Lydden · 
Mackid · 
Mackinnon (Ermine) · 
Magyar · 
Mair · 
Malmgren · 
Mancroft (Bay Trail) · 
Manresa · 
Marienthal · 
Marlin · 
Marriott · 
Marysburg · 
Marx (Braddock) · 
Masefield · 
Matador · 
Matchee · 
Mattes · 
Matyasfold Colony · 
Mawer · 
Maxim · 
Maxstone · 
Mayberry · 
Mayfair · 
Mayview · 
McCallum · 
McGee · 
McKim · 
McMahon · 
McMorran · 
McNabb Park · 
Meadow Bank · 
Meetoos · 
Mehan · 
Melaval · 
Mennon · 
Menofield · 
Merid · 
Merle · 
Merryflat · 
Methy Portage · 
Midnight Lake · 
Mildred · 
Millerdale · 
Milleton (Middleton) · 
Minard · 
Mitchellton · 
Monarchvale · 
Monchy · 
Mondu · 
Monta · 
Mount Carmel (Grosse Butte) · 
Mount Hecla (Eddleston) · 
Moon Hills · 
Moose Woods (also called Whitecap Settlement or Prairie Ronde) · 
Moreland (Denison, Highmore) · 
Moseley · 
Mudie Lake · 
Mullingar · 
Murphys (Murphy's Siding) · 
Murraydale · 
Muscow · 
Muskiki Springs · 

### N - O - P - Q
Naisberry · 
Najersda · 
Napatak · 
Naseby · 
Nashlyn · 
Nault · 
Neeb · 
Neelby · 
Neidpath · 
Neola · 
Neptune (Webster, Dunning) · 
Neuanlage · 
Neu Elsass Colony (Strasbourg) · 
Neu Tulcea (Edenwold) · 
Newcross · 
New England · 
New Hoffnung · 
New Jerusalem · 
New Osgood · 
New Yaroslau (Crooked Lakes Settlement) · 
Nobleville · 
Nolin (Hamlin) · 
Nora · 
Norden (Prestfoss) · 
Norge · 
Normanton · 
North Annex · 
Northern Light · 
Northminster · 
North Regina · 
Northside · 
Northway · 
Nottingham · 
Nut Lake · 
Nygren · 
Oban · 
Oakshela · 
Old Wives · 
Olgafeld · 
Onward · 
Openshaw · 
Orcadia · 
Ordale · 
Orley · 
Ormeaux · 
Orolow · 
Outram · 
Otradnoe (Poterpevshe) · 
Otthon · 
Owensville (Lancer) · 
Oxarat · 
Paisley Brook · 
Palisade · 
Palo · 
Pambrun · 
Parkerview (Crowtherview) · 
Parklands · 
Parkman · 
Pascal (Cathkin) · 
Pas Trail (Tobin Lake) · 
Paswegin · 
Pathlow · 
Patrick · 
Peerless · 
Peesane · 
Penkill · 
Penn · 
Percival · 
Perigord · 
Petaigan · 
Peterson · 
Petrofka · 
Phippen · 
Pierard · 
Pinkham · 
Pinkie · 
Pinto · 
Pitman · 
Pitt · 
Plainview · 
Player · 
Pleasant Valley (Lipsett) · 
Pocha Settlement (Adams Settlement) · 
Polson · 
Polwarth · 
Pontrilas · 
Prendergast · 
Prestfoss (Norden) · 
Primitive Methodist Colony · 
Prinham · 
Prongua · 
Pryors Beach · 
Quantock (Ferbane) · 
Quill Plain (Edfield) · 

### R - S
Rafferty · 
Rak · 
Ralph · 
Ranger · 
Ratcliffe · 
Ravenhead · 
Ravenscrag · 
Ravine Bank · 
Readlyn · 
Redberry · 
Red Cross · 
Red Deer Forks · 
Redfield · 
Red Jacket (Arrochar) · 
Regina Junction · 
Reigate · 
Reinfeld · 
Renown · 
Resource · 
Revenue · 
Rex · 
Reynaud · 
Richmond · 
Ritchie · 
Ridpath · 
Roanmine · 
Robinhood · 
Robsart · 
Romance · 
Roka · 
Rosebud · 
Rosemound · 
Rosengart · 
Rose Plain · 
Roseray · 
Rossetti (Doonside) · 
Rowletta · 
Runciman (Forester) · 
Rural · 
Rutan · 
Rutland · 
Ryerson · 
Sagathun · 
Sagehill · 
Saltburn · 
Salter · 
Salt Lake · 
Salvador · 
Sandwith · 
Saskatchewan Landing · 
Scentgrass (Glenrose) · 
Schoenweise · 
Scotsguard · 
Scottsburgh · 
Scrip · 
Secretan · 
Seltz (St. Aloysius Colony) · 
Senate · 
Serath · 
Seward · 
Shand · 
Sharpe · 
Shaw's Siding · 
Shiloh · 
Shoe Lake Mine · 
Sidewood · 
Sidmar · 
Silver Park · 
Simmie · 
Sinnett · 
Smoky Burn · 
Smuts · 
Sonnenfeld Colony (Hoffer) · 
Sommerfeld · 
Southall · 
South Elbow · 
South Fork · 
Southminster · 
Speddington · 
Speier · 
Spirit Lake · 
St. Andrew's Colony · 
St. Antoine · 
St. Boswells · 
St. Hubert Mission · 
St. James · 
St. Jude · 
St. Laurent de Grandin (Grandin) · 
St. Louis de Langevin · 
St. Paul's Colony · 
Ste. Marthe · 
Stanleyville · 
Steen · 
Stelcam · 
Stone · 
Strathallen · 
Strathcarrol · 
Straubenzie · 
Struan · 
Sturgeon River · 
Sturgeon Valley · 
Sunset Lake · 
Superb (Howiedale) · 
Surbiton · 
Sutherland · 
Swarthmore (Friend's Colony) · 
Sybouts · 
Szkelyfold Colony · 

### T - Z
Tako · 
Tallman · 
Talmage · 
Tangleflags · 
Tarnopol · 
Tate · 
Tatsfield · 
Vantage · 
Valley Plain · 
Valjean · 
Verlo · 
Vidora · 
Wapella Farm (Barish Lake) · 
Westport · 
Whitecap Settlement (also called Moose Woods or Prairie Ronde) · 
Whitkow · 
Willow Springs (Brooksby) · 
Wordsworth (Curt Hill) · 

## Municipalidades rurales
Municipalidades rurales (RMs, por sus siglas (en inglés)) son organizaciones administrativas para áreas rurales que incluyen granjas y aldeas no incorporadas. Municipalidades rurales se incluyen bajo La carta de las municipalidades.
En 2008, había 296 municipalidades rurales en Saskatchewan.
Aberdeen · 
Abernethy · 
Antelope Park · 
Antler · 
Arborfield · 
Argyle · 
Arlington · 
Arm River · 
Auvergne · 
Baildon · 
Barrier Valley · 
Battle River · 
Bayne · 
Beaver River · 
Bengough · 
Benson · 
Big Arm · 
Biggar · 
Big Quill · 
Big River · 
Big Stick · 
Birch Hills · 
Bjorkdale · 
Blaine Lake · 
Blucher · 
Bone Creek · 
Bratt's Lake · 
Brittania · 
Brock · 
Brokenshell · 
Browning · 
Buchanan · 
Buckland · 
Buffalo · 
Calder · 
Caledonia · 
Cambria · 
Cana · 
Canaan · 
Canwood · 
Carmichael · 
Caron No. 162 · 
Chaplin · 
Chester · 
Chesterfield · 
Churchbridge · 
Clayton · 
Clinworth · 
Coalfields · 
Colonsay · 
Connaught · 
Corman Park · 
Cote · 
Coteau · 
Coulee · 
Crane Valley · 
Craik · 
Cupar · 
Cut Knife · 
Cymri · 
Deer Forks · 
Douglas · 
Duck Lake · 
Dufferin · 
Dundurn · 
Eagle Creek · 
Edenwold · 
Elcapo · 
Eldon · 
Elfros · 
Elmsthorpe · 
Emerald · 
Enfield · 
Enniskillen · 
Enterprise · 
Estevan · 
Excel · 
Excelsior · 
Eyebrow · 
Eye Hill · 
Fertile Belt · 
Fertile Valley · 
Fillmore · 
Fish Creek · 
Flett's Springs · 
Foam Lake · 
Fox Valley · 
Francis · 
Frenchman Butte · 
Frontier · 
Garden River · 
Garry · 
Glen Bain · 
Glen McPherson · 
Glenside · 
Golden West · 
Good Lake · 
Grandview · 
Grant · 
Grass Lake · 
Grassy Creek · 
Gravelbourg · 
Grayson · 
Great Bend · 
Greenfield · 
Griffin · 
Gull Lake · 
Happyland · 
Happy Valley · 
Harris · 
Hart Butte · 
Hazel Dell · 
Hazelwood · 
Heart's Hill · 
Hillsborough · 
Hillsdale · 
Hoodoo · 
Hudson Bay · 
Humboldt · 
Huron · 
Indian Head · 
Insinger · 
Invergordon · 
Invermay · 
Ituna Bon Accord · 
Kellross · 
Kelvington · 
Keys · 
Key West · 
Kindersley · 
King George · 
Kingsley · 
Kinistino · 
Kutawa · 
Lacadena · 
Lac Pelletier · 
Laird · 
Lajord · 
Lake Alma · 
Lake Johnston · 
Lakeland · 
Lake Lenore · 
Lake of the Rivers · 
Lakeside · 
Lakeview · 
Langenburg · 
Last Mountain Valley · 
Laurier · 
Lawtonia · 
Leask · 
Leroy · 
Lipton · 
Livingston · 
Lomond · 
Lone Tree · 
Longlaketon · 
Loon Lake · 
Loreburn · 
Lost River · 
Lumsden · 
Manitou Lake · 
Mankota · 
Maple Bush · 
Maple Creek · 
Mariposa · 
Marquis · 
Marriott · 
Martin · 
Maryfield · 
Mayfield · 
McCraney · 
McKillop · 
McLeod · 
Meadow Lake · 
Medstead · 
Meeting Lake · 
Meota · 
Mervin · 
Milden · 
Milton · 
Miry Creek · 
Monet · 
Montmartre · 
Montrose · 
Moose Creek · 
Moose Jaw · 
Moose Mountain · 
Moose Range · 
Moosomin · 
Morris · 
Morse · 
Mountain View · 
Mount Hope · 
Mount Pleasant · 
Newcombe · 
Nipawin · 
North Battleford · 
North Qu'Appelle · 
Norton No. 69 · 
Oakdale · 
Old Post · 
Orkney · 
Paddockwood · 
Parkdale · 
Paynton · 
Pense · 
Perdue · 
Piapot · 
Pinto Creek · 
Pittville · 
Pleasantdale · 
Pleasant Valley · 
Ponass Lake · 
Poplar Valley · 
Porcupine · 
Prairiedale · 
Prairie Rose · 
Preeceville · 
Prince Albert · 
Progress · 
Reciprocity · 
Redberry · 
Redburn · 
Reford · 
Reno · 
Riverside · 
Rocanville · 
Rodgers · 
Rosedale · 
Rosemount · 
Rosthern · 
Round Hill · 
Round Valley · 
Rudy · 
Runnymede · 
Saltcoats · 
Manitou Lake · 
Sarnia · 
Saskatchewan Landing · 
Sasman · 
Scott · 
Senlac · 
Shamrock · 
Shellbrook · 
Shell Lake · 
Sherwood · 
Silverwood · 
Sliding Hills · 
Snipe Lake · 
Souris Valley · 
South Qu'Appelle · 
Spalding · 
Spiritwood · 
Spy Hill · 
St. Andrews · 
Stanley · 
Star City · 
St. Louis · 
St. Peter · 
Stonehenge · 
Storthoaks · 
St. Peter · 
St. Philips · 
Surprise Valley · 
Sutton · 
Swift Current No. 137 · 
Tecumseh · 
Terrell · 
The Gap · 
Three Lakes · 
Tisdale · 
Torch River · 
Touchwood · 
Tramping Lake · 
Tullymet · 
Turtle River · 
Usborne · 
Val Marie · 
Vanscoy · 
Victory · 
Viscount · 
Wallace · 
Walpole · 
Waverley · 
Wawken · 
Webb · 
Wellington · 
Weyburn · 
Wheatlands · 
Whiska Creek · 
White Valley · 
Willner · 
Willow Bunch · 
Willow Creek · 
Willowdale · 
Wilton · 
Winslow · 
Wise Creek · 
Wolseley · 
Wolverine · 
Wood Creek · 
Wood River · 
Wreford ·

## Poblados First Nations

### Reservas Indígenas
Aquadeo · 
Clearwater River · 
Cumberland House · 